# Gobiopterus mindanensis
Gobiopterus mindanensis är en fiskart som först beskrevs av Herre, 1944.  Gobiopterus mindanensis ingår i släktet Gobiopterus och familjen smörbultsfiskar. IUCN kategoriserar arten globalt som livskraftig. Inga underarter finns listade i Catalogue of Life.